# Intel HD Graphics
Intel HD Graphics – rozwijana linia procesorów kart graficznych (GPU) firmy Intel, wbudowanych w procesor. Następca linii układów Intel GMA. Zintegrowana grafika umożliwia stworzenie komputera bez osobnej karty graficznej, co przyczynia się do znacznego obniżenia kosztów oraz zużycia prądu. Rozwiązania tego typu są często wykorzystywane w laptopach i komputerach stacjonarnych przeznaczonych do zastosowań biurowych, a także w centrach multimedialnych zwanych HTPC. Są one jednak zależne od pamięci komputera, której używają do przechowywania danych, co znów obniża wydajność, ponieważ zarówno procesor, jak i karta graficzna muszą mieć dostęp do pamięci poprzez tę samą szynę.

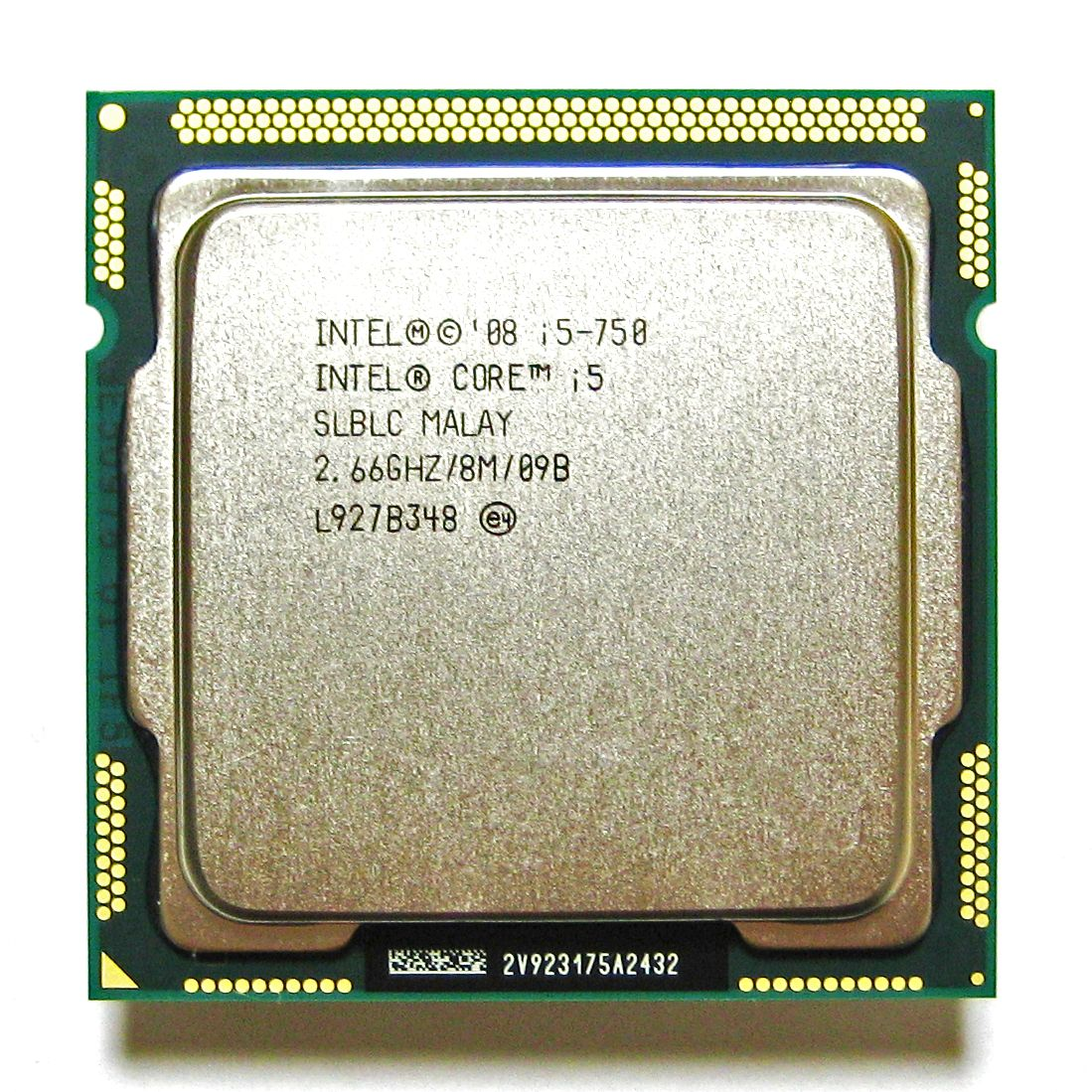
Procesor z zintegrowanym układem graficznym Intel HD Graphics

Układy Intel HD Graphics, wprowadzone zostały jako pierwsze w jednostkach przeznaczonych na socket LGA 1156, i są montowane we wszystkich nowszych jednostkach z wyjątkiem układów Xeon, przeznaczonych do serwerów, oraz próbek inżynieryjnych procesorów konsumenckich np. Core i7 6400t.

## Lista procesorów z układem HD Graphics
| Architektura – Socket        | Linia                       | Linia                   | Linia          | Grafika   | Grafika                                                                                    |
| Architektura – Socket        | Celeron                     | Pentium                 | Core           | Generacja | Nazwa                                                                                      |
| ---------------------------- | --------------------------- | ----------------------- | -------------- | --------- | ------------------------------------------------------------------------------------------ |
| Westmere – LGA 1156          | P4000 i U3000               | (G/P)6000 i U5000       | i3/5/7-xxx     | 5         | HD                                                                                         |
| Sandy Bridge – LGA 1155      | (B)800, (B)700, G500 i G400 | (B)900, (G)800 i (G)600 | i3/5/7-2000    | 6         | HD 3000 i 2000                                                                             |
| Ivy Bridge – LGA 1155        | G1600, 1000 i 900           | (G)2000 i A1018         | i3/5/7-3000    | 7         | HD 4000 i 2500                                                                             |
| Silvermont – SoC             | J1000 i N2000               | J2000, N3500 i A1020    | N/D            | 7         | HD Graphics (Bay Trail)                                                                    |
| Haswell – LGA 1150           | G1800 i 2000                | (G)3000                 | i3/5/7-4000    | 7,5       | HD 5000, 4600, 4400, 4200; Iris Pro 5200, Iris 5200, 5100                                  |
| Broadwell – LGA 1150         | 3700 i 3200                 | 3800                    | i3/5/7-5000    | 8         | Iris Pro 6200, P6300, Iris 6100, HD 6000, P5700, 5600, 5500, 5300, HD Graphics (Broadwell) |
| Airmont – SoC                | N3000, N3050, N3150         | N3700                   | N/D            | 8         | HD Graphics (Braswell), bazowane na czipie graficznym Broadwell                            |
| Airmont – SoC                | (J/N)3010, 3060, 3160       | (J/N)3710               | N/D            | 8         | (rebrandowane) HD Graphics 400, 405                                                        |
| Skylake – LGA 1151           | 3900 i 3800                 | (G)4000                 | i3/5/7-6000    | 9         | HD 510, 515, 520, 530, 535; Iris 540, 550; Iris Pro 580                                    |
| Goldmont – LGA 1151          | (J/N)3xxx                   | (J/N)4xxx               | N/D            | 9         | HD Graphics 500, 505                                                                       |
| Goldmont Plus – LGA 1151     | (J/N)4xxx                   | Silver (J/N)5xxx        | N/D            | 9         | UHD 600, 605                                                                               |
| Kaby Lake – LGA 1151         | (G)3900 i 3800              | (G)4000                 | m3/i3/5/7-7000 | 9,5       | HD 610, 615, 620, 630, Iris Plus 640, Iris Plus 650                                        |
| Kaby Lake Refresh – LGA 1151 | N/D                         | N/D                     | i5/7-8000U     | 9,5       | UHD 620                                                                                    |
| Coffee Lake – LGA 1151       | (G)49xx                     | Gold (G)5xxx            | i3/5/7/9-8000  | 9,5       | B/D                                                                                        |